# Scotopteryx leucocypta
Scotopteryx leucocypta là một loài bướm đêm trong họ Geometridae.